# Code 252: signal de détresse
Pour plus de détails, voir Fiche technique et Distribution.
Code 252 : Signal de détresse (252 生存者あり, 252 seizonsha ari ; lit: 252 Il y a des survivants) est film d'action et de catastrophe, produit par la société de production Twins Japan (ツインズジャパン), sortie le 06 décembre 2008 au Japon. Le film génère 17 milliards de yen.
Un tremblement de terre destructeur frappe la ville de Tokyo. Cette catastrophe provoque la hausse de la température de l’océan Pacifique et créée le plus grand typhon de l’histoire du Japon, qui balaie et inonde toute la ville. Un petit groupe de survivants emmené par un ancien pompier venu retrouver sa fille va tenter par tous les moyens de faire parvenir à la surface le légendaire code 252, le légendaire signal de détresse à destination des pompiers, pour leur signaler la présence de survivants.

## Synopsis
Un tremblement de terre de forte magnitude frappe le Japon avec un épicentre situé proche de Tokyo. Cette catastrophe naturelle provoque une forte réaction en chaîne, notamment l’augmentation de la température dans l’océan Pacifique, créant par la suite un typhon d'une force jamais enregistrée dans le pays se dirigeant vers la capitale.
C’est dans ce contexte que l’on suit Yuji Shinohara (Hideaki Ito), un ancien pompier secouriste qui se retrouve pris au piège dans une tempête de grêle à Ginza, alors qu’il attendait sa fille sourde, Shinori Shiohara (Ayane Omori), et sa femme, Yumi Shinohara (Sachiko Sakurai). Ces trois personnages se retrouvent alors dans deux bouches de métro. Dans la panique, des mouvements de foule se font dans les bouches de métro de Shimbashi séparant ainsi la mère de famille et sa fille. C’est dans cette panique générale qu’un tsunami arrive sur Tokyo, détruisant la ville et créant de fortes inondations dans le réseau souterrain du métro. Alors que Yuji est bloqué dans ces réseaux souterrains, il retrouve Shiori vivante. Plusieurs survivants se retrouvent bloqués avec les protagonistes : Shigemura (Takayuki Yamada), stagiaire en médecine, Fuji (Yuichi Kimura), président d’une petite entreprise et Kim Sumin (Lee Minji), une femme d’origine coréenne. Le protagoniste prend alors les choses en main afin de maximiser leur chance de survie. Alors que le groupe de rescapés se retrouve dans une station de métro désaffecté de Hashishim, Yuji décide de taper sur le mur dans un rythme d’un code connu des pompiers secouristes tokyoïtes : 2-5-2, marquant la présence de survivants.
Dans ce moment d’attente des sauveteurs, la situation empire. Sumin est grièvement blessée à l’abdomen et a besoin d’une transfusion sanguine pour rester en vie. La structure souterraine de la station de Hashishim s’effondre progressivement, bloquant Shiori sous les débris. Cet événement marque un moment de « désespoir » dans le groupe, qui ne sait pas si la petite fille est en vie. Peu de temps après, un son rythmé en 2-5-2 résonne sous les débris, Shiori est en vie et extraite des débris. Les 5 survivants regagnent espoir, et décide de continuer leur transmission de message pour signaler leur présence. Cela fonctionne, les pompiers les entendent et vont les secourir. Yuji Shinohara finit par redevenir pompier secouriste.

## Fiche technique
- Réalisateur : Nobuo Mizuta
- Œuvre original : Yoichi Komori
- Scénario : Yoichi Komori, Hiroshi Saito, Nobuo Mizuta
- Photographie : Junichiro Hayashi, Tetsuro Sano
- Montage : Junichi Kikuchi, Takashi Sato
- Superviseur effets spéciaux : Issei Oda
- Musique : Taro Iwashiro
- Thème musical principal : MINJI « Love Alive »
- Directeur de production : Yoichi     Shimada
- Producteur exécutif : Seiji Okuda
- Coproducteur exécutif : Katsu Kanzo
- Coopération avec : Tokyo Fire Department, Japan Meteorological Agency
- société     de production : Twins Japan
- Membre     du comité de production : Nippon     Television Network, 讀賣TV, Warner Bros., A-team, Twins Japan, Sapporo Television Broadcasting, Miyagi Television Broadcasting, Shizuoka Daiichi Television Television, Chukyo Television Broadcasting, Hiroshima     Television Broadcasting, Fukuoka Broadcasting
- Distribution : Warner Bros. Films[2]

## Distribution

### Personnages principales
- Yuji Shinohara : Hideaki Ito
- Shiori Shinohara : Ayane Omori

### Survivants du métro
- Makoto Shigemura : Takayuki Yamada
- Keisuke Fujii : Yuichi Kimura
- Kim Seo-min : Lee Minji

### Personnages présents dans le hall d'hôtel
- Shizuma Shinohara : Seiyo Uchino
- Tatsuya Miyauchi : Taro Yamamoto
- Ippei Aoki : Goshi Matsuda
- Hisashi Kawase : Kenji Matsuda
- Kenta Koyama : Shinsuke Hiratsuka
- Makoto Owada : Kenroku
- Kazanomaki : Keita Nakamura
- Tetsuji Shiba : Tetsuta Sugimoto
- Yumi Shinohara : Sachiko Sakurai

### Agence météorologique du Japon: département de prévision
- Saki Umino : Yu Kashii
- Haruo Tsudanuma : Yoichi Nukumizu
- Akio Kogure : Masahiko Nishimura

## Code 252
252 est un code utilisé par le service de pompier de Tokyo (principalement utilisé dans des communications radiophoniques). Il signifie à l’origine « Personne ayant besoin d’être secourues » (« 要救者 (要救) »), et est utilisé dans un contexte où la vie d’une personne doit ou est confirmé, comme dans le film. Ainsi le code permet une communication rapide entre les membres d’une même équipe, expliquant la troncation du terme dans le film, passant du mot entier « Nihyakgojuni » ( ニヒャクゴジュウニ) à « Nigoni » (ニーゴーニ). Ce code diffère d’une commune à une autre.

## Remarque
- Le film expose la difficulté du travail de pompier secouriste en illustrant le dilemme de mettre sa vie en danger pour en sauver d’autres.
- Afin de promouvoir le film, un épisode prequelle nommé 252: SIGNAL OF LIFE EPISODE ZERO est diffusé avant la sortie du film.